# Аббас, Махмуд

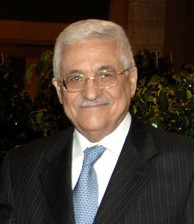
Махмуд Аббас — председатель Палестинской автономии с 2004

Махму́д Абба́с (араб. محمود عباس‎), также известен как Абу́ Ма́зен (на русском языке псевдоним произносится с твёрдым -зэ- [ M а́ з э н ], ابو مازن‎) (род. 15 ноября 1935, Цфат, Подмандатная Палестина) — палестинский политический, государственный и партийный деятель, глава Палестинской автономии (с 5 января 2013 года). Председатель движения ФАТХ. Председатель исполкома Организации освобождения Палестины с 2004 года.

## Биография

### Ранние годы и образование
Аббас родился в городе Цфат. Будучи ребёнком, вместе с семьёй бежал оттуда в Сирию после захвата города израильскими силами в ходе арабо-израильской войны 1947—1949 годов.
Окончил юридический факультет Дамасского университета и аспирантуру Университета дружбы народов им. Патриса Лумумбы. Кандидат исторических наук.
Женат с 1958 года. Жена — Амина Аббас. Три сына — ныне здравствующие Ясир и Тарик, третий сын Мазен умер в 2002 году.

### Научная деятельность
Махмуд Аббас является автором более 60 книг, в их числе: «Ленин о сионистском движении»; «Сионизм: начало и конец»; «Путь в Осло»; «Другое лицо: секретные связи между нацистами и руководством сионистского движения» (монография на основе диссертации). Владеет английским, ивритом, немецким, русским и французским языками. Почётный доктор МГИМО (2008), почётный доктор Дипломатической академии МИД РФ за укрепление дружбы между народами Палестины и России (2014).

### Обвинения в отрицании Холокоста
В 1982 году М. Аббас защитил кандидатскую диссертацию в Институте востоковедения Академии наук СССР по теме «Секретная связь между нацизмом и сионизмом», основные идеи которой рядом источников трактуются как отрицание Холокоста. Научным руководителем Аббаса, назначенным директором института Е. М. Примаковым, был специалист по истории Палестины В. И. Киселёв. На основе диссертации Аббас написал монографию «Другое лицо: секретные связи между нацистами и руководством сионистского движения».
Позже, в 2003 году, будучи уже премьер-министром ПНА, М. Аббас так говорил о спорных фрагментах своей диссертации в интервью израильской газете «Хаарец»:
| Я подробно писал о Холокосте и указал, что в мои задачи не входило обсуждение цифр. Я цитировал краткие выводы разных историков, в которых упоминались разные цифры о количестве жертв. Один писал, что жертв было 12 миллионов, другой — что 800 тысяч. У меня не было желания оспаривать те или иные цифры. Холокост представлял собой ужасное и непростительное преступление против еврейского народа, преступление против человечности, которое не может быть принято человечеством. Холокост был чудовищным событием, и никто не может утверждать, что я его отрицал. Оригинальный текст (англ.)I wrote in detail about the Holocaust and said I did not want to discuss numbers. I quoted an argument between historians in which various numbers of casualties were mentioned. One wrote there were twelve million victims and another wrote there were 800,000. I have no desire to argue with the figures. The Holocaust was a terrible, unforgivable crime against the Jewish nation, a crime against humanity that cannot be accepted by humankind. The Holocaust was a terrible thing and nobody can claim I denied it. |

Тем не менее, Аббас не откликнулся на многочисленные призывы представить общественности свою диссертацию. Попытки получить её официальным порядком в России также натыкаются на решительный отказ. Аббас не просто отрицал Холокост, а утверждал, что Холокост организовали сами евреи: «Многие сионистские деятели (перечисляются фамилии) вступали с ведома сионистского руководства в тайные сделки по организации переселения в Палестину специально отобранных партий евреев „в обмен“ на обеспечение ими (сионистами) „порядка“ в концлагерях и депортацию сотен тысяч обречённых евреев в лагеря смерти и газовые камеры» (автореферат, стр. 14, третий абзац, со ссылкой на Kimche, John and David. «The Secret Roads», L., 1955, стр.27).
В 2011 году диссертация М. Аббаса в списке литературы, рекомендованном министерством образования ПНА, значилась как основная работа при изучении истории Холокоста.
В январе 2013 года появились публикации о содержимом продолжительного интервью М. Аббаса ливанскому телеканалу «Al Mayadeen», связанному с организацией Хезболла и Ираном, в части которого, посвящённой его диссертации и монографии, он подчеркнул, что «сионисты призывали нацистов убивать евреев, так как это давало им предлог для захвата Палестины», и что «в годы Холокоста были убиты не более 600 000 евреев». Представители Аббаса отрицали, что интервью было посвящено этой теме.
Скандальные заявления Аббаса о Холокосте продолжились в 2020-е годы. Так 16 августа 2022 года находясь в Германии, он утверждал, что с середины XX века Израиль совершил против арабов «50 холокостов», а 8 сентября 2023 года на заседании совета ФАТХ в Рамалле он заявил, что нацисты убивали евреев не из-за антисемитизма, а потому, что евреи были ростовщиками и наживались на процентах. Израильский Институт Катастрофы и героизма «Яд ва-Шем» назвал выступление Аббаса в Рамалле «одним из самых позорных антисемитских и отрицающих Холокост заявлений, сделанных каким-либо лидером».

### Деятельность в ФАТХ и ООП
Аббас участвовал в создании «Движения за национальное освобождение Палестины» (ФАТХ), ставшего затем ядром Организации Освобождения Палестины (ООП). По некоторым сведениям, участвовал в подготовке и финансировании ряда терактов, в том числе, на Олимпиаде в Мюнхене в 1972 году, считается, что он принимал непосредственное участие в «военных операциях» палестинцев. В аппарате ООП возглавлял департамент арабских и международных связей.
Аббас, пользующийся репутацией умеренного прагматика, ещё в начале 1970-х годов был одним из инициаторов диалога с представителями левых кругов Израиля.

### Соглашение в Осло и последующий период
Аббас является одним из авторов Соглашений в Осло между ООП и Израилем. 13 сентября 1993 года подписал от имени руководства ООП «Декларацию о принципах», в результате которых была создана Палестинская национальная администрация. В мае 1996 года был избран секретарём исполкома ООП и фактически стал первым заместителем Я. Арафата.
В сентябре 2002 года Аббас выдвинут ФАТХом кандидатом на должность премьер-министра автономии. Идея была заблокирована Арафатом.
В феврале 2003 года вновь выдвинут кандидатом на пост премьера и занимает его в мае того же года.
17 и 29 мая 2003 года премьер-министр Израиля Ариэль Шарон провёл встречу с Аббасом, на которой они обсуждали план «Дорожная карта».
20 мая 2003 года состоялся первый разговор Махмуда Аббаса с президентом США Джорджем Бушем.
Аббас постоянно появлялся на международных и межарабских встречах вместо Арафата, так как тот был заблокирован в своей штаб-квартире в Рамалле.
Буш, Шарон и Аббас встретились 4 июня 2003 года в Иордании в городе Акаба, чтобы принять «Дорожную карту».
22 мая 2003 года Аббас встречался с руководством ХАМАС. Через две недели лидеры движения объявили, что прерывают переговоры в связи с его нападками на радикальные организации и взятыми на себя обязательствами на саммите в Аккабе.
В ответ на обещания Аббаса покончить с террором бригады «Изз ад-Дин аль-Кассам» (военное крыло ХАМАС) батальон «Кудс» — военная организация «Исламского джихада» — и «Бригады мучеников аль-Аксы» (ФАТХ) организовали 8 июня 2003 года нападение на блокпост «Эрез», расположенный в северной части сектора Газа.
После резких ответных боевых действий израильских войск ХАМАС и «Исламский джихад» объявили 29 июня о перемирии сроком на три месяца. Американцы подталкивали Аббаса к искоренению террора взамен на предоставление материальной поддержки службам безопасности автономии. Так, американская администрация объявила 2 августа 2003 года о предоставлении материальной помощи Западному берегу и сектору Газа в размере 3 миллионов долларов, через неделю после этого госдепартамент США выделил 20 миллионов долларов на поддержку правительства Аббаса. Силы безопасности, которые должны были действовать против террористических организаций, получили самую солидную часть этой помощи.
Премьерство Аббаса длилось 129 дней. За это время удалось достичь соглашения о временном перемирии («худна») палестинских террористических группировок с Израилем. Прекращение огня продолжалось менее месяца. Аббас поссорился с Арафатом из-за контроля над службами безопасности и ушёл в отставку.

### На посту председателя ПНА
После смерти Арафата, на выборах в январе 2005 года Аббас одержал победу с результатом в 62,5 % голосов и стал руководителем ПНА. Соперником Аббаса мог стать бывший лидер военизированного крыла движения ФАТХ Марван Баргути, осуждённый израильским судом к 5 пожизненным заключениям, однако он в последний момент снял свою кандидатуру и поддержал Аббаса.
Став председателем ПНА, Аббас продолжил переговорный процесс с Израилем, за что был занесён в «чёрный список» организации «Аль-Каида».
Он попытался заключить перемирие с группировками ХАМАС и «Исламский джихад», но так и не сумел остановить террористов-смертников.
29 апреля 2005 года Аббас в качестве главы государства впервые встретился с президентом РФ Владимиром Путиным, и это был первый в истории российско-палестинских отношений визит действующего главы России в Палестину. В ходе переговоров Аббас заручился поддержкой Путина в деле оказания Палестине российской помощи в становлении государственности.
По результатам выборов в январе 2006 года большинство мест в Палестинском законодательном совете получила группировка ХАМАС, которая отказалась признавать ранее заключенные с Израилем мирные договоренности. Палестинская автономия оказалась расколота на два подконтрольных партиям анклава (Сектор Газа — ХАМАС, Западный берег реки Иордан — ФАТХ).
В ноябре 2006 года Аббас возглавил ФАТХ и сумел добиться того, что ряд государств признали его легитимным лидером Палестины.
23 ноября 2008 года Центральный совет ООП переизбрал Аббаса «президентом Государства Палестина» на новый срок.
Является почётным председателем Общества палестино-российской дружбы. Первой страной за пределами арабского мира, которую посетил Аббас после избрания руководителем ПНА, стала Россия.
8 августа 2009 года на партийном собрании в Вифлееме Аббас был переизбран председателем движения «ФАТХ» на новый срок. Подавляющее большинство 2500 делегатов высказались в его поддержку.

### Президент Государства Палестина
6 января 2013 года Аббас подписал указ о переименовании ПНА в частично признанное «Государство Палестина», распорядившись внести соответствующие изменения в официальную символику, включая герб и печати. Этим же указом должность Главы ПНА была заменена на должность Президента Государства Палестина.
14 марта 2013 года Аббас встретился с президентом Российской Федерации Владимиром Путиным. Визиты в Россию для переговоров с Путиным Аббас совершал также в последующие годы, в частности, в 2016, 2017 и 2018 году. Переговоры Аббаса и Путина в Москве в феврале 2018 года были посвящены анализу новой ситуации в палестино-израильских отношениях, сложившейся после объявленного в декабре намерения президента США Трампа перенести американское посольство 15 мая 2018 года из Тель-Авива в Иерусалим (фактически признав Иерусалим единой столицей Израиля). Аббас назвал такие действия США «пощёчиной» в адрес Палестины, заявил, что не будет сотрудничать с США по палестино-израильскому диалогу, и выдвинул идею проведения новой международной конференции по ближневосточному урегулированию в Москве.
Поскольку в Государстве Палестина нет действующих аэропортов, а ближайший израильский аэропорт Бен-Гурион не используется палестинскими лидерами по политическим причинам[прояснить], то для полётов в другие страны президент Аббас использует аэропорт столицы Иордании Амман.
3 мая 2018 года Аббас был переизбран председателем исполкома Организации освобождения Палестины.
29 января 2019 года Аббас принял отставку коалиционного правительства Палестины во главе с Рами Хамдаллой, в состав которого входили представители ФАТХ, ХАМАС, а также пятеро христиан. Одной из причин отставки кабинета стали неурегулированные противоречия между ФАТХ и ХАМАС, по причине которых правительство Палестины фактически не контролировало кровопролитные столкновения на границе между сектором Газа и Израилем в 2018 году. Аббас выразил желание, чтобы в новое правительство вошли только члены Организации освобождения Палестины (включая ФАТХ), лидером которой он является. По мнению Bloomberg, отставка кабинета стала результатом стремления Аббаса ослабить влияние ХАМАС. В ХАМАС негативно восприняли отставку правительства и решение Аббаса, усматривая в этом стремление отодвинуть исламистскую группировку от управления Палестиной.
Очередные президентские выборы в Палестине должны были состояться в 2014 году, однако с тех пор не проводились из-за противоречий с движениями ХАМАС и Исламский джихад, а также из-за неясности с возможностью голосования для жителей Восточного Иерусалима. На январь 2020 года велись переговоры с правительством Израиля по этому вопросу.
В мае 2023 года подписал закон, криминализующий отрицание Накбы.
18 октября 2023 года отменил встречу с президентом США Джо Байденом из-за Взрыва возле больницы в секторе Газа.

### Подозрения в сотрудничестве с КГБ
Научные сотрудники Еврейского университета в Иерусалиме, изучая так называемый «Архив Митрохина» — документы КГБ, вывезенные в Великобританию бывшим сотрудником архивного отдела Первого главного управления КГБ СССР Василием Митрохиным, — обнаружили в списке сотрудников КГБ, датированном 1983 годом, строку с именем Махмуда Аббаса, рождённого в 1935 году в Палестине, как агента КГБ в Дамаске, где Аббас в то время работал в качестве сотрудника Организации освобождения Палестины. В документе упоминается кличка Аббаса «Кротов», но ничего не говорится о том, когда он был завербован или какие задания он выполнял.

## Отношение Аббаса к террору и другие спорные действия и высказывания
В письме, направленном в июле 2010 года семье Мухаммада Уды (Абу Дауда — организатора и идеолога теракта на мюнхенской олимпиаде в 1972 году), скончавшегося накануне в дамасской больнице, Аббас назвал его одним «из лидеров ФАТХ и активным деятелем сопротивления, посвятившим себя своему народу».
Согласно сообщению сайта 9 телеканала (Израиль), 28 июля 2010 года на встрече с редакторами египетских газет и ближневосточных новостных агентств в Каире, Абу-Мазен, в частности, изложил свою позицию по отношению к еврейскому государству и наличию евреев на территории предполагаемого палестинского:
- «Я согласен на контроль за исполнением договора со стороны третьей силы, например, сил НАТО, однако я не соглашусь на присутствие в их составе евреев, как не соглашусь на то, чтобы в палестинском государстве жил хотя бы один еврей»
- «Вы (евреи) можете называть своё государство как хотите, но я не буду называть его так»[52].

В апреле 2011 года, в канун еврейского праздника Песах, администрация Махмуда Аббаса наградила Аббаса ас-Саида (ХАМАС) — организатора теракта в отеле «Парк» в Нетании 27 марта 2002 года — официальным праздничным знаком. Жертвами этого теракта стали в основном пожилые люди, праздновавшие этот праздник в 2002 году, — 40 человек были убиты и 140 ранены.
В декабре 2011 года во время визита в Турцию Аббас встретился с террористами, освобождёнными в рамках сделки по освобождению Гилада Шалита, в частности, и с Амной Муна — участницей убийства 16-летнего израильского подростка Офира Рахума в январе 2001 года, за что был подвергнут резкой критике со стороны израильского руководства. Ранее, в 2008 году, Аббас намеревался наградить высшей наградой ПНА Муну и другую террористку — Ахлам Тамими, участницу теракта в ресторане Sbarro, в результате которого были убиты 15 израильтян (включая 7 детей) и около 130 получили ранения, — но под американо-израильским давлением отменил награждение.
В январе 2012 года Аббас назначил своим персональным помощником Мухаммеда Дерма, бывшего командира «Отряда 17», осуждённого за участие в подготовке терактов на территории Израиля и также освобождённого в рамках «сделки Шалита».
В январе 2013 года в речи, посвящённой юбилею ФАТХа, Аббас почтил память «мучеников» как ФАТХа, так и ХАМАСа и других организаций, в том числе таких спорных и обвиняемых в терроризме личностей, как союзник нацистской Германии Хадж Амин аль-Хусейни, создатель и руководитель террористической организации «Чёрная рука» Изз ад-Дин аль-Кассам и других.
В октябре 2023 года в телефонном разговоре с главой Венесуэлы Николасом Мадуро Аббас заявил, что действия и политика движения ХАМАС не отражают интересы палестинского народа и призвал к освобождению мирных жителей, пленных и задержанных «с обеих сторон».

## Награды и почётные звания
- Большой крест с золотой звездой ордена За заслуги Санчеса, Дуарте и Меллы (Доминиканская Республика, 2011 год)[63].
- Орден Дружбы (Россия, 14 марта 2013 года) — за большой вклад в укрепление российско-палестинских отношений, развитие двусторонних общественных и гуманитарных связей[64].
- Орден Франсиско Миранды I класса (Венесуэла, 2014 год)[65].
- Орден «Аль-Фахр» 1-й степени (Совет муфтиев России, декабрь 2008 года) — за значительный вклад в дело урегулирования палестино-израильского конфликта и установление мира в ближневосточном регионе[66].
- Орден Славы и Чести I степени (Русская православная церковь, 13 апреля 2015 года) — во внимание к вкладу в развитие отношений между Государством Палестина и Русской Православной Церковью, а также в связи с 80-летием со дня рождения[67].
- 28 апреля 2013 года Аббас стал почётным гражданином Неаполя[68].
- В декабре 2014 года президент Алжира Абдель Азиз Бутефлика наградил Аббаса Национальным орденом заслуг[69].
- Шри-Ланка Митра Вибхушана (Шри-Ланка, 2 января 2014 года)[70].
- В 2015 году Париж присвоил Аббасу почётную медаль, но после антисемитских высказываний Аббаса, отрицавших Холокост, в 2023 году медаль была отозвана[71][72][73].